# Pintor de Ptoon
El Pintor de Ptoon fue un antiguo pintor griego de vasos del estilo de figuras negras activo en Atenas en el segundo tercio del siglo VI a. C. Su verdadero nombre es desconocido. Pintó predominantemente ánforas de cuello ovoide, hidrias esféricas y copas de Siana. Sus rasgos más distintivos son las palmetas figurativas y los llamativos patrones negros y rojos en las alas de los pájaros. Junto con el Pintor de Camtar, fue uno de los últimos pintores en pintar frisos de animales, y era apenas mejor que Sófilos en este tipo de decoración. Su trabajo es considerado de calidad mediocre. A menudo usaba rosetas punteadas para los fondos, una característica generalmente fuera de uso en el momento de su actividad. La fecha tardía de sus obras está atestiguada por ciertos detalles de sus motivos y figuras vegetales, que se asemejan a la obra del pintor Lido. Su vaso más importante es la hidria de Hearst, expuesta en la ciudad de Nueva York.